# Trasporti in Camerun

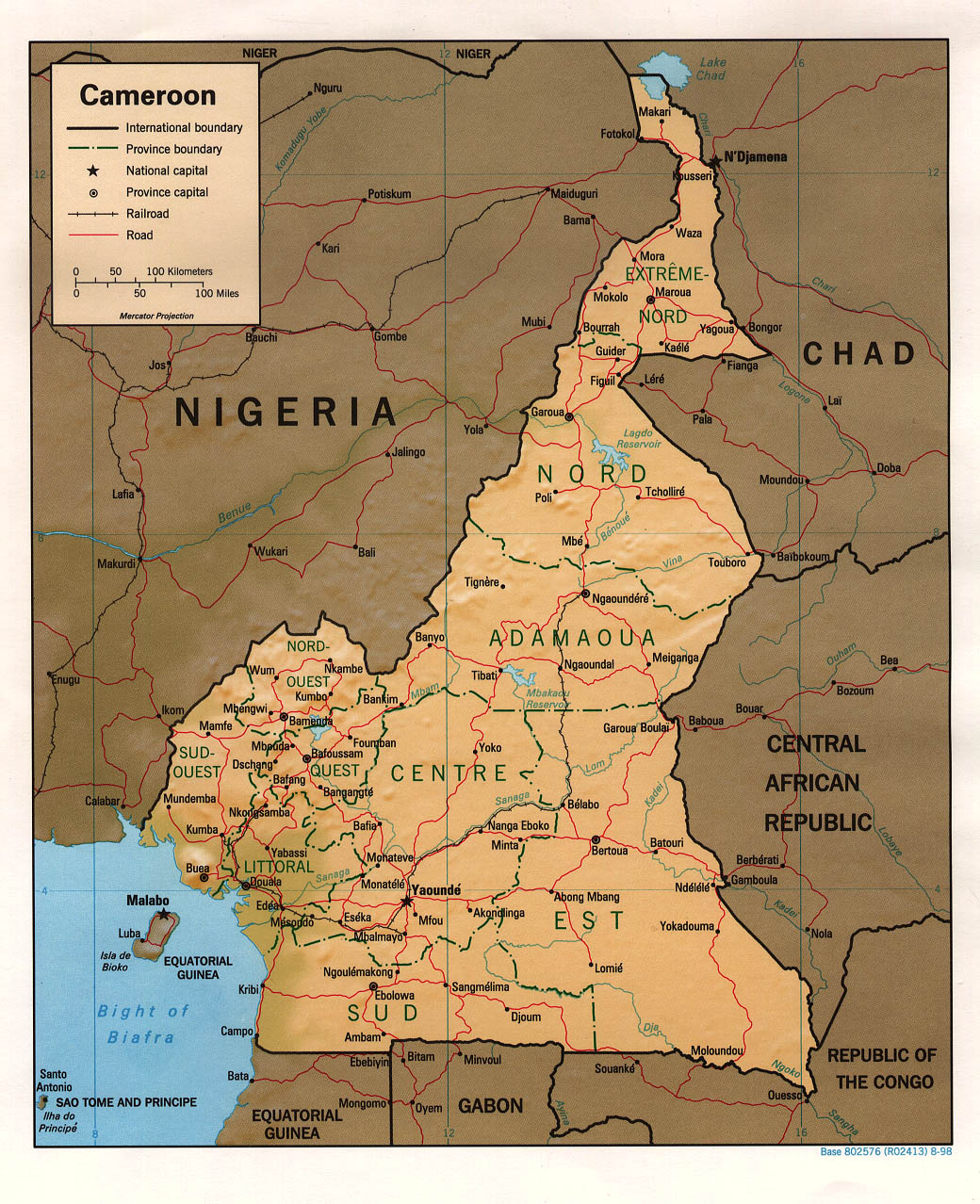
Camerun: carta geopolitica con rete ferroviaria e stradale

Questa voce raccoglie le principali tipologie di Trasporti in Camerun.

## Trasporti su rotaia

### Rete ferroviaria
In totale: 1.104 km di linee ferroviarie (dati 1995).
- scartamento ridotto (1000 mm): 1.104 km
- Gestore nazionale: Camrail
- Principale linea: Transcamerunese (918 km)
  - primo troncone Douala-Yaoundé (265 km)
  - secondo troncone Yaoundé-Ngaoundéré (653 km)
- Collegamento a reti estere contigue
  - assente: Ciad, Guinea Equatoriale e Repubblica Centrafricana (mancanza di ferrovie)
    - con cambio di scartamento
      - 1000/1067 mm: Nigeria e Repubblica del Congo
      - 1000/1435 mm: Gabon.

### Reti metropolitane
Il Camerun non dispone di sistemi di metropolitana.

### Reti tranviarie
Anche il servizio tranviario è assente in questa nazione.

## Trasporti su strada

### Rete stradale

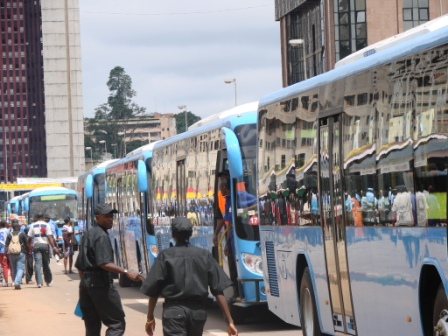
Yaoundé: moderni autobus pubblici in città

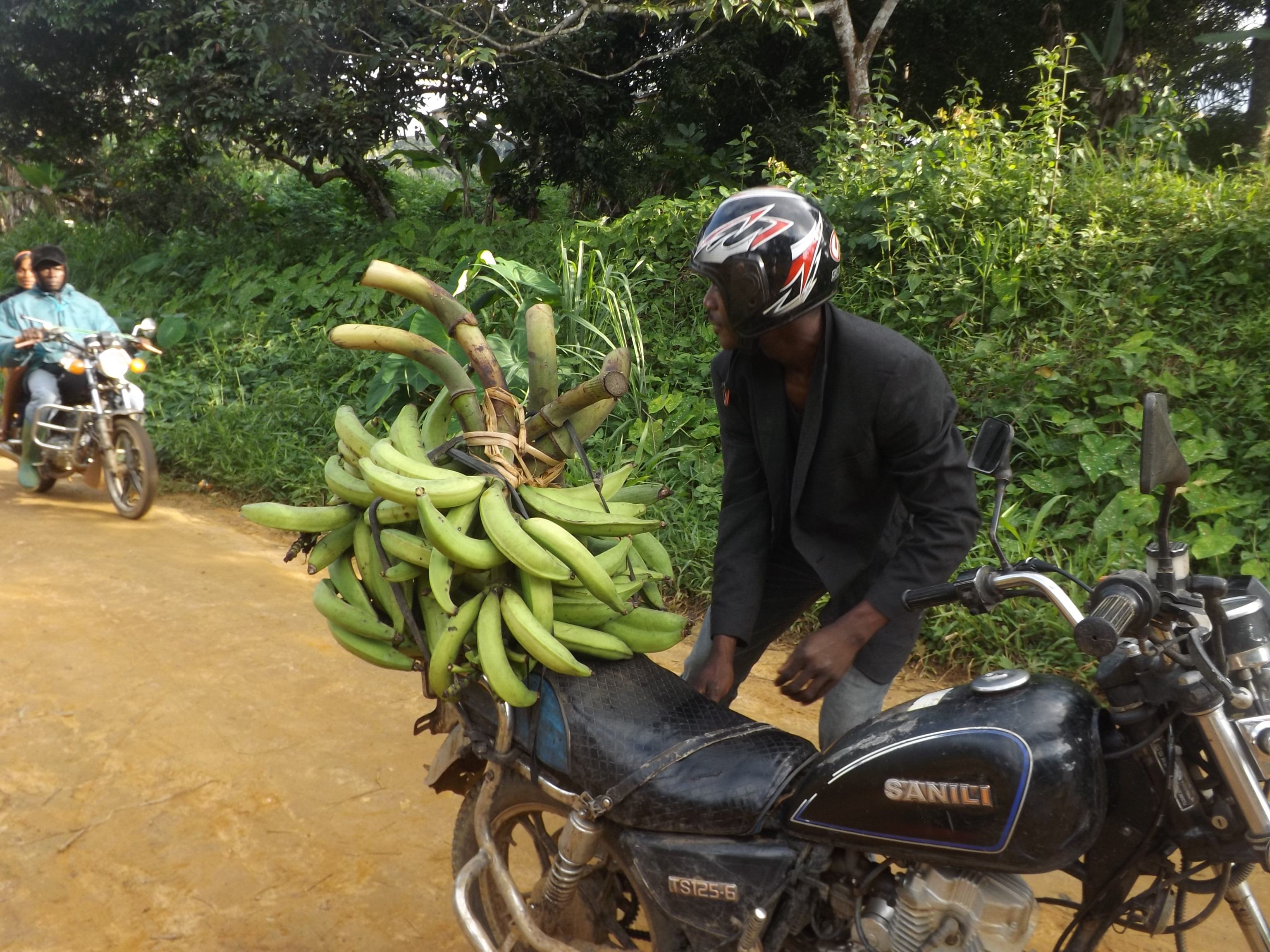
Tayap: trasporto di banane in motocicletta

Strade pubbliche: in totale 34.300 km (dati 1995)
- asfaltate: 4.288 km
- bianche: 30.012 km.

### Reti filoviarie
Attualmente in Camerun non esistono filobus. 

### Autolinee
Nella capitale, Yaoundé, ed in altre zone abitate del Camerun, operano aziende pubbliche e private che gestiscono i trasporti urbani, suburbani ed interurbani esercitati con autobus.

## Idrovie
La nazione può contare su 2.090 km acque navigabili, comprese quelle del fiume Benue.

### Porti e scali
- Bonaberi, Garoua, Kribi e Tiko.

## Trasporti aerei

### Aeroporti
In totale: 50 (dati 1999)
a) con piste di rullaggio pavimentate: 11
- oltre 3047 m: 2
- da 2438 a 3047 m: 4
- da 1524 a 2437 m: 3
- da 914 a 1523 m: 1
- sotto 914 m: 1

b) con piste di rullaggio non pavimentate: 39
- oltre 3047 m: 0
- da 2438 a 3047 m: 0
- da 1524 a 2437 m: 8
- da 914 a 1523 m: 20
- sotto 914 m: 11.